# ТЕС Кахоне
14°10′3.1″ пн. ш. 16°1′58.3″ зх. д. / 14.167528° пн. ш. 16.032861° зх. д.
ТЕС Кахоне — теплова електростанція у Сенегалі, розташована біля міста Каолак у 160 км на південний схід від Дакару.
У 1982—1988 роках на площадці станції встановили чотири дизель-генератори Pielstick 8PC2-5L одиничною потужністю по 3,5 МВт. Станом на 2005 рік це обладнання продовжувало роботу з сукупною фактичною потужністю 11,2 МВт.
В 2008-му ТЕС доповнили другою чергою з чотирьох генераторів фінської компанії Wartsila типу 18V46C2 номінальною потужністю по 16,5 МВт та фактичною потужністю 15 МВт. На початку 2010-х років додатково замовили ще два генератори Wärtsilä 18V46C4.